# 诺夫哥罗德湾
诺夫哥罗德湾（俄语：Бухта Новгородская）是波西耶特湾东部的海湾，在探险湾东，面积31.7平方公里，岸长41公里，深达11米。它的南岸是克拉别半岛。海湾的长度接近12公里，西部狭窄部分的宽度为1公里至1.5公里，东部拓宽至4公里，西部的深度超10米，东部宽阔的东部平均深度不超过3米；东部许多地方的海岸是沼泽，由淤泥、泥浆组成，覆盖着冲上岸的藻类。